# Plasmodium ovale
Plasmodium ovale ist ein einzelliger Parasit aus der Gattung der Plasmodien und ein Krankheitserreger der Malaria tertiana. Infektionen mit diesem Parasiten sind relativ selten und verlaufen meist vergleichsweise gutartig. Wie andere Malariaerreger wird Plasmodium ovale von Anopheles-Mücken übertragen. Der Parasit kommt in manchen tropischen Ländern vor.

## Entdeckung und Beschreibung

### Geschichte
Plasmodium ovale war der letzte der klassischen Malariaerregern des Menschen, der entdeckt wurde. John Stephens von der Liverpool School of Tropical Medicine identifizierte den Parasiten im Blutausstrich von einem ostafrikanischen Malariapatienten. Die Bezeichnung ovale rührt von einer ovalen Form infizierter Erythrozyten im Blutausstrich her, einer Eigenart, die bei den anderen Malariaerregern nicht beobachtet wird.

### Beschreibung
Wie bei allen Plasmodien kommt auch P. ovale in verschiedenen Entwicklungsstadien vor. Leberschizonten haben oft eine ovale Form und erreichen Größen von zirka 50 mal 80 Mikrometern und enthalten Hunderte von Merozoiten. Bei der Vermehrung des Parasiten in Erythrozyten sind diese normalerweise deutlich vergrößert und weisen eine charakteristische Schüffnersche Tüpfelung auf, die prominenter ist als bei Plasmodium vivax. Reife Blutschizonten enthalten 8 bis maximal 20 Merozoiten. Unreife Gametozyten sind mikroskopisch schwer von den ungeschlechtlichen Formen zu unterscheiden. Die reifen Gametozyten füllen die Wirtszelle vollständig aus; die Parasiten sind von einem deutlichen Ring von Tüpfeln umgeben. Makrogametozyten zeigen nach Färbung ein mittelblaues Zytoplasma mit einem prominenten, am Rand gelegenen Kern und in Granula wie Perlenketten verteiltes Pigment, während die Mikrogametozyten ein leichtblaues Zytoplasma mit einem großen Kern zeigen.

### Systematik
Plasmodium ovale wird wie die meisten anderen Primaten infizierenden Plasmodien in der Untergattung Plasmodium eingeordnet. Die näheren Verwandtschaftsverhältnisse zu anderen Arten sind unklar. Obwohl P. ovale in vieler Hinsicht ähnlich Plasmodium vivax ist, zeigen molekulare Untersuchungen keine besonders nahe Verwandtschaft. Auch existiert mit Plasmodium schwetzi eine bei Schimpansen und Gorillas gefundene Art, die mikroskopisch und vom Krankheitsverlauf her große Ähnlichkeit zu P.ovale zeigt, es liegen für P. schwetzi aber keinerlei molekulare Daten zum Vergleich vor. Manche phylogenetischen Analysen platzieren P. ovale in der Nähe von Vertretern der Gattung Hepatocystis; der Status dieser Gattung ist aber selbst unklar, da die Gattung Plasmodium zu Hepatocystis paraphyletisch ist.

## Verbreitung und Wirtstiere
Als Verbreitungsgebiet für Plasmodium ovale werden im Wesentlichen Afrika südlich der Sahara sowie manche Inseln im westlichen Pazifik, insbesondere Neuguinea, angegeben. Aus Südostasien gibt es nur vereinzelte Berichte, unter anderem aus Indonesien, Thailand und Vietnam. Ob der Parasit sich dort etabliert hat scheint unklar. Die Gründe für dieses eingeschränkte Verbreitungsgebiet sind unbekannt, geeignete Wirte und Vektoren sind auch in anderen tropischen Regionen anzutreffen.
Der Mensch ist der einzige bekannte Reservoirwirt für Plasmodium ovale. Schimpansen können unter experimentellen Bedingungen infiziert werden, bei Makaken und Neuweltaffen gelang dies nicht.
Eine ganze Reihe von Anopheles-Arten sind mit P. ovale infizierbar und kommen als Vektoren in Frage. Anopheles gambiae und Anopheles funestus gelten als wichtige natürliche Überträger.

## Lebenszyklus
Der Lebenszyklus von P. ovale gleicht im Wesentlichen dem anderer Plasmodien. Der Parasit zeigt einen obligaten Wirtswechsel. Die Sporozoiten gelangen durch infizierte Stechmücken in die Blutbahn des Menschen, wandern von dort in die Leber und dringen in Hepatozyten ein, in denen sie sich ungeschlechtlich vermehren. Die Inkubationszeit dieser Leberphase beträgt zirka 9 Tage.
Die Leberschizonten produzieren jeweils hunderte von Merozoiten, die freigesetzt werden und Erythrozyten befallen, wo eine weitere ungeschlechtliche Vermehrung stattfindet. Die Generationszeit bei der Vermehrung in den Erythrozyten beträgt im Mittel 49 Stunden. Da die Entwicklung synchron verläuft, kommt es am Ende jedes Vermehrungszyklus zu einer massenhaften Freisetzung neuer Parasiten, die mit einem Fieberschub verbunden ist. Aus der Periodizität der Fieberschübe leitet sich die Bezeichnung Malaria tertiana ab.
Einige wenige Plasmodien entwickeln sich in den Erythrozyten zu Geschlechtsformen. Diese Mikrogametozyten und Makrogametozyten können von Mücken bei einer Blutmahlzeit aufgenommen werden und im Darm des Insekts einen neuen Entwicklungszyklus in Gang setzen. Nach einer Verschmelzung der Gameten werden im Darm neue Sporozoiten gebildet, die in die Speicheldrüse wandern, von wo sie auf einen neuen Wirt übertragen werden können. Die Entwicklungszeit in der Mücke beträgt zirka 14 bis 16 Tage.
Nicht alle Leberparasiten werden in die Blutbahn freigesetzt. Es verbleiben Ruheformen, sogenannte Hypnozoiten, in der Leber, die nach Wochen oder Monaten zu auch Rezidiven genannten Rückfällen führen können. Diese Hypnozoiten müssen durch eine Behandlung mit Mitteln wie Primaquin eliminiert werden.